# Jabach-Medaille

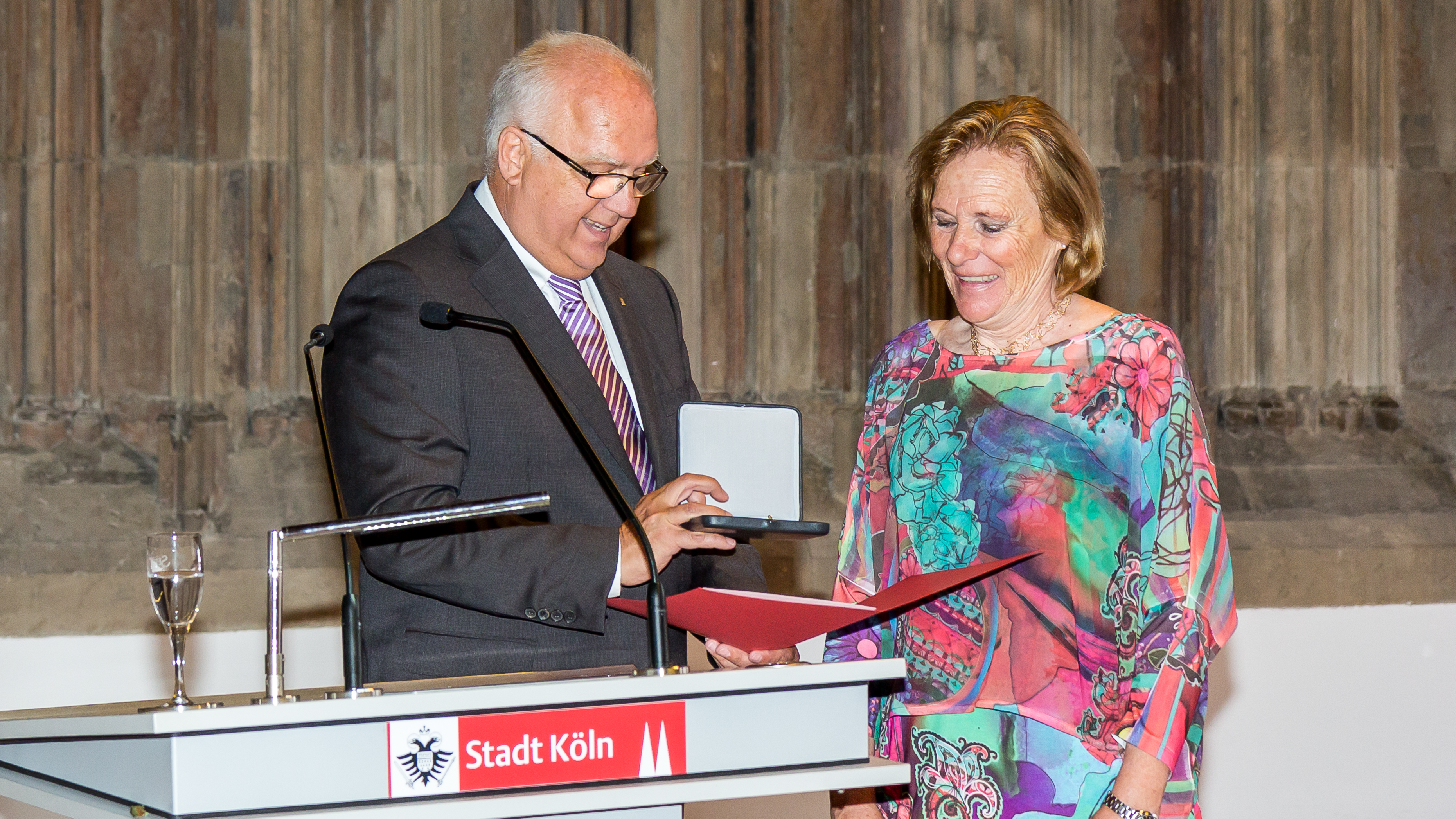
Postume Verleihung der Jabach-Medaille an Josef Haubrich, entgegengenommen von seiner Enkelin 2016

Mit der Jabach-Medaille zeichnet die Stadt Köln Persönlichkeiten aus, die sich um die Kölner Museen außerordentliche Verdienste erworben haben.
Die Stiftung der Medaille erfolgte 1966 durch den Rat der Stadt Köln im Gedenken an den kölnischen Sammler und Mäzen Eberhard Jabach aus der Kölner Familiendynastie Jabach. Sie ist nicht dotiert und wird in unregelmäßigen Abständen verliehen.
Vorschlagsberechtigt für die Vergabe der Medaille sind der Oberbürgermeister sowie der Kulturausschuss der Stadt Köln. Die Entscheidung wird von einer Kommission getroffen, die aus dem Oberbürgermeister, dem Vorsitzenden des Kulturausschusses, den ehrenamtlichen Bürgermeistern, dem Kulturdezernenten sowie dem Direktor des beteiligten Museums besteht.
Die Medaille besteht aus Silber, 80 mm im Durchmesser, auf der Vorderseite mit dem Bildnis von Eberhard Jabach und auf der Rückseite das Kölner Wappen mit der Umschrift MAECENATIBUS GRATA CIVITAS COLONIENSIS. Sie wurde 1966 von Hans Karl Burgeff entworfen.

## Preisträger
- 1967:
  - Hermann Josef Abs, Frankfurt, für seine Verdienste im Wallraf-Richartz-Kuratorium[3]
  - Walter Franz, Köln, als „stillen Helfer in vielen Notlagen, die entstünden, wenn die Hitzigkeit des Handels mit Kunstgütern oftmals schnelles Zugreifen erfordere.“[3]
  - Günter Henle, Duisburg, für die Stiftung mehrerer Gemälde an das Wallraf-Richartz-Museum[3]
  - Elisabeth Reintjes van Munster (und ihrem verstorbenen Mann Eugen Reintjes), Emmerich, für die Schenkung ihres gesamten Kunstbesitzes[3]
  - Lotte Scheibler[4], Köln, für zahlreiche Stiftungen an Kölner Museen[3]
  - Werner Schulz, Köln, dem die Kölner Gemäldegalerie eine Reihe von Werken verdankt[3]
  - Franz Benno Wolff-Limper, Köln, für die Schenkung des auf seinem Grundstück 1960 gefundenen Diatretglases an das Römisch-Germanische Museum[3]
- 1970: Peter Ludwig
- 1974:
  - Gertrud Funke-Kaiser für die Schenkung der „Sammlung Gertrud und Dr. Karl Funke-Kaiser“ an das Kunstgewerbemuseum Köln[5]
  - Hans Wilhelm Siegel für die Schenkung einer Sammlung von Khmer-Kunst an das Rautenstrauch-Joest-Museum[6]
- 1976: Carola Peill für die Schenkung des Hauptteils der Sammlung an das Museum Ludwig sowie das Wallraf-Richartz-Museum[7]
- 1977:
  - Elisabeth Treskow für die Stiftung ihrer Schmucksammlung an das Kölner Kunstgewerbemuseum[8]
  - Walter Neuerburg für die Stiftung von Grafiken Pablo Picassos an das WRM[9]
- 1978:
  - Rosa Elena Luján de Traven Torsvan, die Briefe und Werke des Kölner Malers und Traven-Torsvan-Freundes Franz Wilhelm Seiwert der Stadt und dem Museum Ludwig zur Verfügung stellte[10]
  - Jürgen von Lochow für die Stiftung von chinesischem Mobiliar und sakralen Bronzen an das Museum für Ostasiatische Kunst[11]
- 1980:
  - Kurt Hansen als Förderer und zuletzt Ehrenvorsitzender des Kuratoriums und der Fördergesellschaft des Wallraf-Richartz-Museums und des Museums Ludwig[12]
  - Karl Löffler für seine Sammlung römischer Kleinkunst im Römisch-Germanischen Museum
- 1985:
  - Walter Oppenhoff für Verdienste um die Kölner Museen
  - Leo Fritz Gruber Im Museum für Angewandte Kunst befindet sich die Hutsammlung der Grubers, 14000 Fotografien waren dem Historischen Archiv der Stadt Köln überlassen[13]
- 1989:
  - Ellen Doetsch-Amberger, die Kölner Ägyptologin, schenkte dem Rautenstrauch-Joest-Museum ihre Sammlung von Alt-Ägyptia[14]
  - Heinz vom Scheidt stellte als Leihgaben Bilder und Skulpturen von Ernst Barlach zur Verfügung[15]
  - Barbara Schu Die Sammlung Schu mit über 5000 Miniatur-Objekten, hauptsächlich Puppen, wurde 1988 dem Rautenstrauch-Joest-Museum vermacht.[16]
- 2000:
  - Friedrich Wilhelm Christians für seine Verdienste um das Wallraf-Richartz-Museum, u. a. im Kuratoriumsvorsitz[17][18]
  - Irene Greven für ihre Verdienste um das Schnütgen-Museum[17]
  - Irene Ludwig für ihre Verdienste insbesondere um das Museum Ludwig[17]
  - Paolo Viti vom Palazzo Grassi, Venedig, für die Berücksichtigung des Römisch-Germanischen Museums bei seinen Ausstellungs-Tourneen[17]
- 2012:
  - Gérard Corboud für seinen Einsatz um das Wallraf-Richartz-Museum & Fondation Corboud[19]
  - Ludwig Theodor von Rautenstrauch für seinen Einsatz um das Rautenstrauch-Joest-Museum[19]
- 2016: 
  - Josef Haubrich (postum) zum 70. Jahrestag der Stiftung seiner Kunstsammlung[20]
- 2021:
  - Ehepaar Anna Friebe-Reininghaus und Ulrich Reininghaus, Kunstmäzene und Förderer der Kölner Museen[21]
- 2024:
  - Robert Rademacher, Kulturmäzen

(Quelle:)